# Taleboble
En taleboble er en boble eller lignende, der illustrerer, hvad en person i en tegneserie siger med bogstaver. Talebobler kan også bruges til at illustrere hvad en tegneseriefigur tænker, hvilket giver boblen en anden form.
Forskellige udformninger af boblen kan bruges til at tydeliggøre tegneseriefigurens toneleje fx råb eller syngende.
- Wikimedia Commons har flere filer relateret til Taleboble

| Taleboble | Spire Denne tegneserieartikel er en spire som bør udbygges. Du er velkommen til at hjælpe Wikipedia ved at udvide den. |